# Steatoda lepida
Steatoda lepida là một loài nhện trong họ Theridiidae.
Loài này thuộc chi Steatoda. Steatoda lepida được Octavius Pickard-Cambridge miêu tả năm 1879.